# 움직이는 말

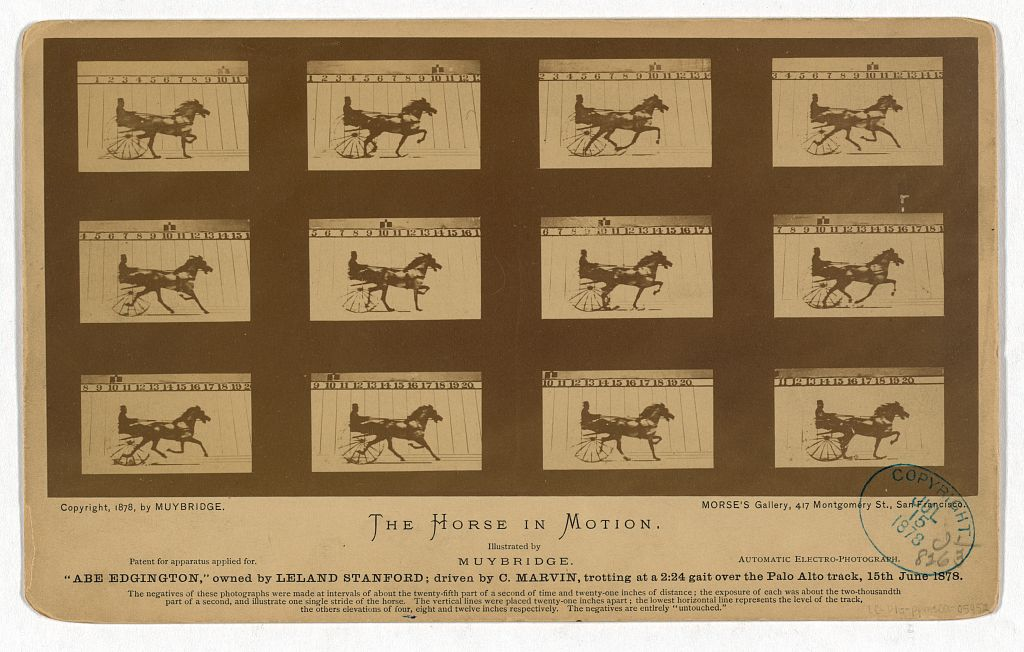
"Abe Edgington," owned by Leland Stanford; driven by C. Marvin, trotting at a 2-24 gait over the Palo Alto track, 15th June, 1878

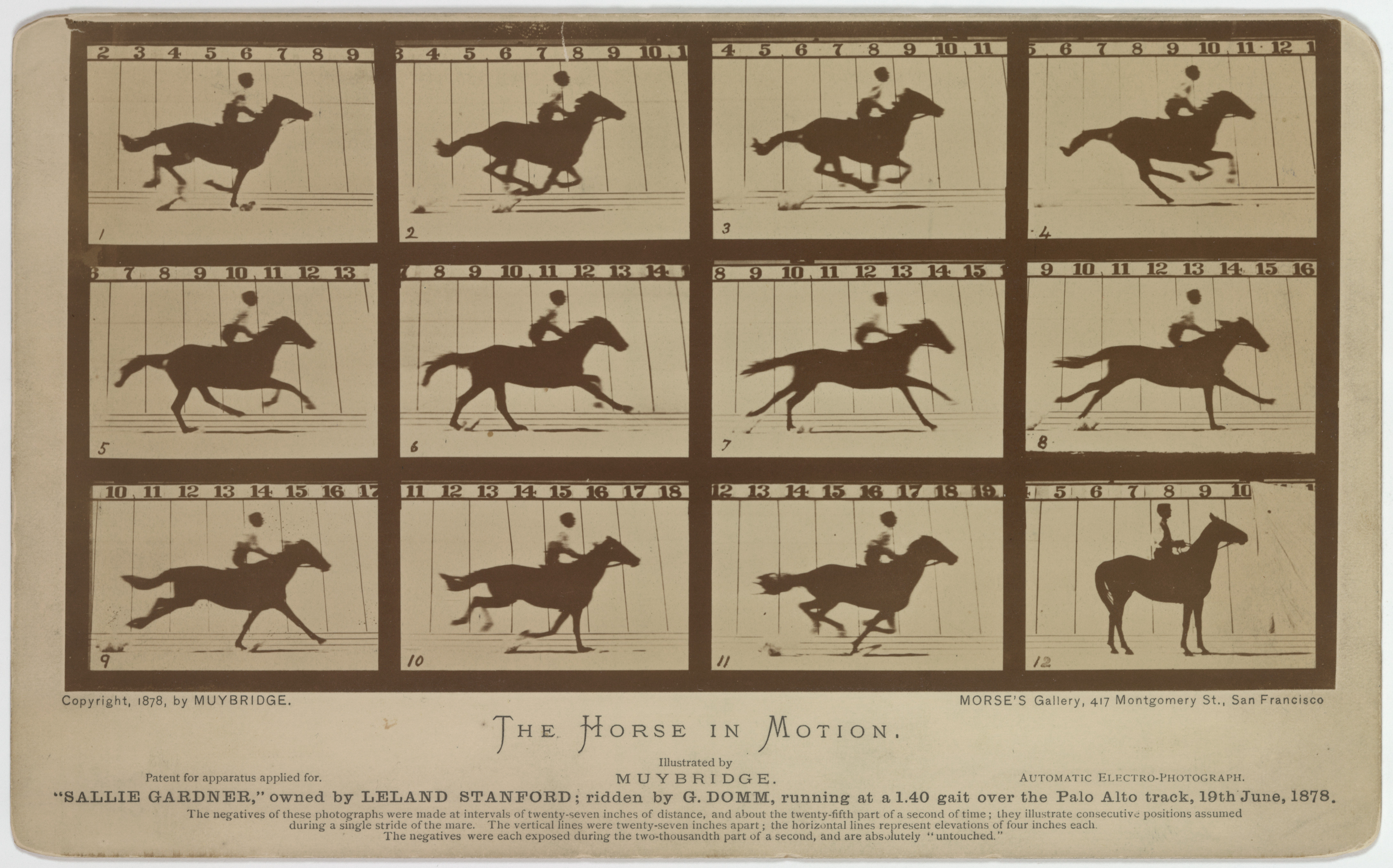
"Sallie Gardner," owned by Leland Stanford; ridden by G. Domm, running at a 1.40 gait over the Palo Alto track, 19th June, 1878 (1878 cabinet card, "untouched" version from original negatives)

움직이는 말(The Horse in Motion)은 1878년 6월 영국의 사진가 에드워드 마이브리지가 제작한 사진 카드 모음집을 일컫는 말이다. 총 여섯 개의 카드로 구성되어 있으며, 하나의 카드에는 말이 달리는 동작을 연속 자동촬영한 사진 12개가 담겨 있다. 연속사진 카드 외에 일곱번째 카드도 있는데 이는 그보다 1년 앞서 1877년 제작된, 말 '옥시덴트'가 달리는 사진 하나가 담긴 카드다.
'움직이는 말'이 제작된 계기는 미국의 철도기업가였던 롤런드 스탠퍼드가 말의 걸음걸이를 유심히 관찰하던 것에서 비롯됐다. 스탠퍼드는 말이 달리는 동안 네 발을 지면에서 완전히 떼는 순간이 있는지 알아보고 싶어했다. 말이 달리는 동안 사람의 눈으로는 분간이 되지 않았기에 사진 촬영으로 해결하기로 맘먹고, 이를 마이브리지에게 의뢰한 것이다. '움직이는 말'을 촬영한 결과 실제로 말의 네 발이 지면에서 완전히 떨어지는 순간이 관측됐으며, 이는 옛 그림에서 묘사된 바와 같이 네 다리가 앞뒤로 '뻗는 순간'이 아닌, 말의 배밑으로 '굽히는 순간'일 때 벌어진다는 사실이 판명됐다.
마이브리지의 '움직이는 말' 실험은 오늘날 영화라 부르는 활동사진의 기원 중 하나로서, 영화사에 중대한 기여를 한 것으로 평가받는다.

## 같이 보기
- 영화 기술의 역사
- 영화의 역사